# Dysna (přítok Daugavy)
Dysna (bělorusky Дзісна) je řeka v Bělorusku (Vitebská oblast) a horním tokem zasahuje do Litvy (Utenský kraj). Je dlouhá 176 km. Povodí má rozlohu 8193 km².

## Průběh toku
Odtéká z jezera Parsvėtas nedaleko města Dūkštas. Protéká jezery Dysnai a Dysnykštis. Délka toku v Litvě činí 17 km. Poblíž Kačergiškės se její tok stáčí na východ a v délce 39 km tvoří litevsko-běloruskou hranici. Ústí zleva do Daugavy u města Dzisna.

### Přítoky
Největší přítoky jsou Birvėta, Golbica, Janka, Berezovka, Mnuta.

## Vodní stav
Průměrný roční průtok vody činí 3,59 m³/s.

## Využití
V povodí řeky leží také jezero Drysvjaty, jež sloužilo jako zásobárna vody pro Ignalinskou jadernou elektrárnu.